# Nombre de Kossovitch
Le nombre de Kossovich {\displaystyle (Ko)} est un nombre sans dimension utilisé en transfert thermique lors de l'évaporation du solvant d'un corps humide,. 
Ce nombre correspond au rapport entre l'énergie nécessaire à l'évaporation du solvant et l'énergie nécessaire pour augmenter la température de ce même corps. 
Ce nombre est proche du nombre de Biot.
On le définit de la manière suivante :
{\displaystyle Ko={\frac {{\Delta }_{v}H\Delta u}{c_{p}\Delta T}}}
avec :
- ΔvH - enthalpie de vaporisation
- Δu - différence de la teneur en solvant dans le corps
- cp - capacité thermique massique
- ΔT - différence de température du corps